# Roses against Violence
Roses against violence ist ein Guerilla Yarnbombing non-profit Projekt. Mittels selbst gehäkelten lila/violetten Rosen wird ein politisches Statement für Frauenrechte sowie gegen Gewalt an Mädchen und Frauen zur Bewusstseinsbildung im öffentlichen Raum gesetzt.

Initiatorin ist Claudia Grünzweig, die diese, mittlerweile weltweite, Aktion 2018 in Innsbruck / Österreich ins Leben gerufen hat. 

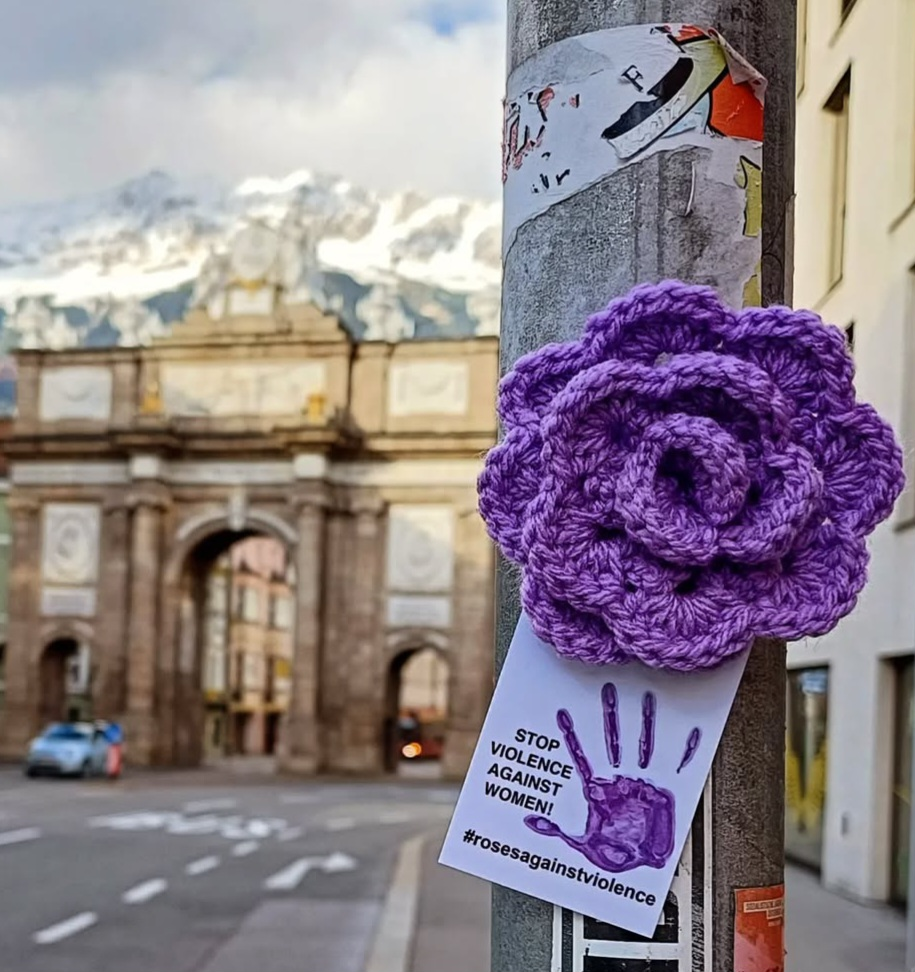
Eine Rose #rosesagainstviolence angebracht bei der Triumphpforte in Innsbruck

## Form des Protests
Aus violetter Wolle werden Rosen mit einem Durchmesser von ca. 5 bis 10 cm selbst gehäkelt. Zusätzlich wird an die Rose ein laminiertes Kärtchen von ca. 3 × 8 cm Größe befestigt. Darauf abgebildet ist eine violette Hand sowie der Schriftzug Stop violence against women (deutsch: Stopt Gewalt gegen Frauen) und der Hashtag #rosesagainstviolence.

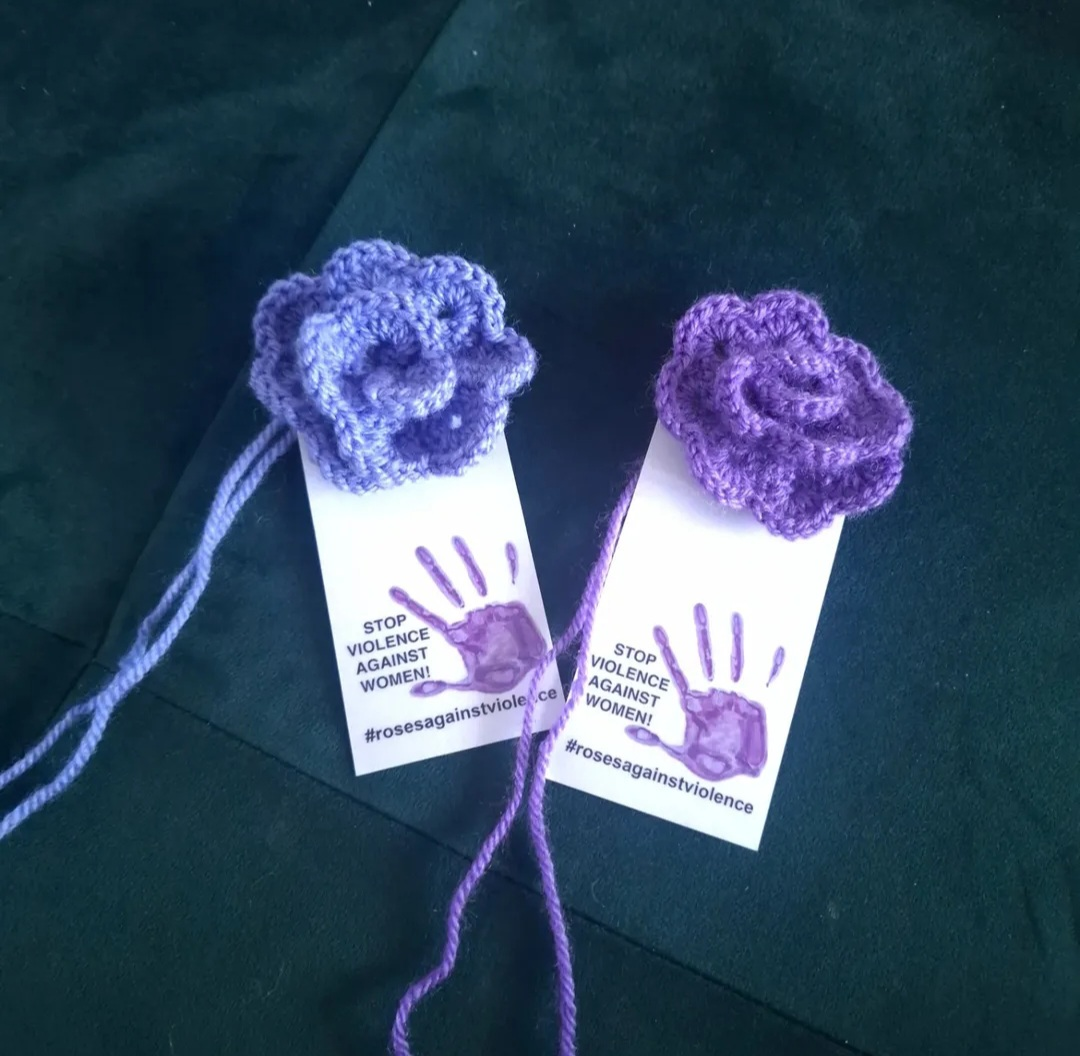
Fertig gehäkelte Rosen mit Label

Die Rosen werden im öffentlichen Raum an Lichtmasten, Verkehrsschildstangen etc. gut sichtbar angebracht. Es soll zu keiner Sachbeschädigung kommen. Die Rosen sollen leicht abmontiert sowie folglich mitgenommen werden können.

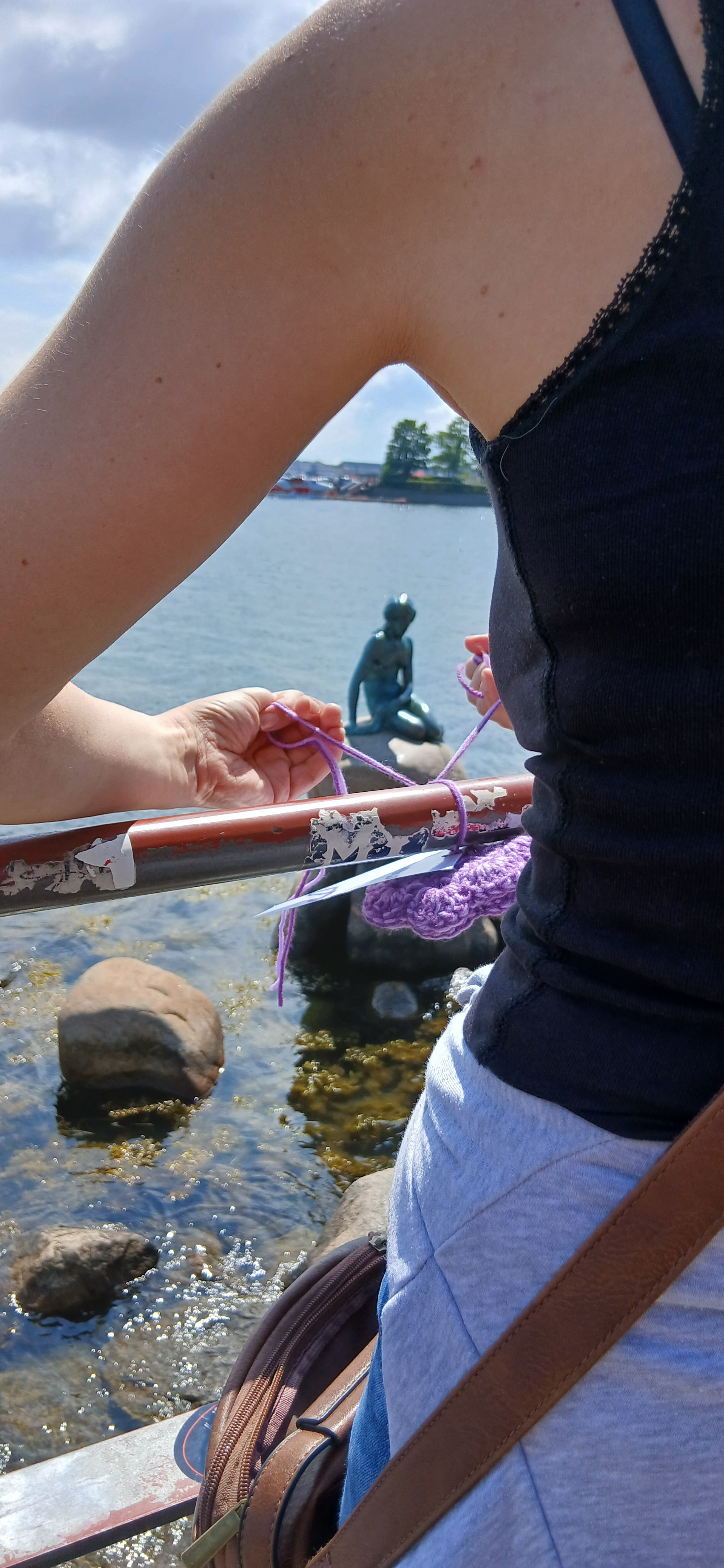
Die Initiatorin beim Anbringen einer Rose in Kopenhagen

Von den Rosen werden, gemeinsam mit dem Hintergrund, Fotos gemacht, die mit dem Hashtag #rosesagainstviolence in den sozialen Medien (Facebook, Instagram, Bluesky, Mastodon) geteilt werden. So sind derzeit weit über 10.000 Personen vernetzt. Man kann Rosen auf allen Kontinenten, in über 70 Staaten sowie mehr als 700 Städten, Orten und Sehenswürdigkeiten (Stand 18. Juli 2025) finden.

## Freies quelloffenes Mitmachprojekt
Ein Kernelement des Projekts ist, dass jede und jeder selbst aktiv und Teil des Projekts werden kann. Es braucht bloß Wolle, Häkel- und Stopfnadel sowie Schere. Die Anleitung findet man ebenso wie eine Druckvorlage der Kärtchen kostenlos im Internet. Vom Text gibt es bereits Versionen in diversen Sprachen und Formen.

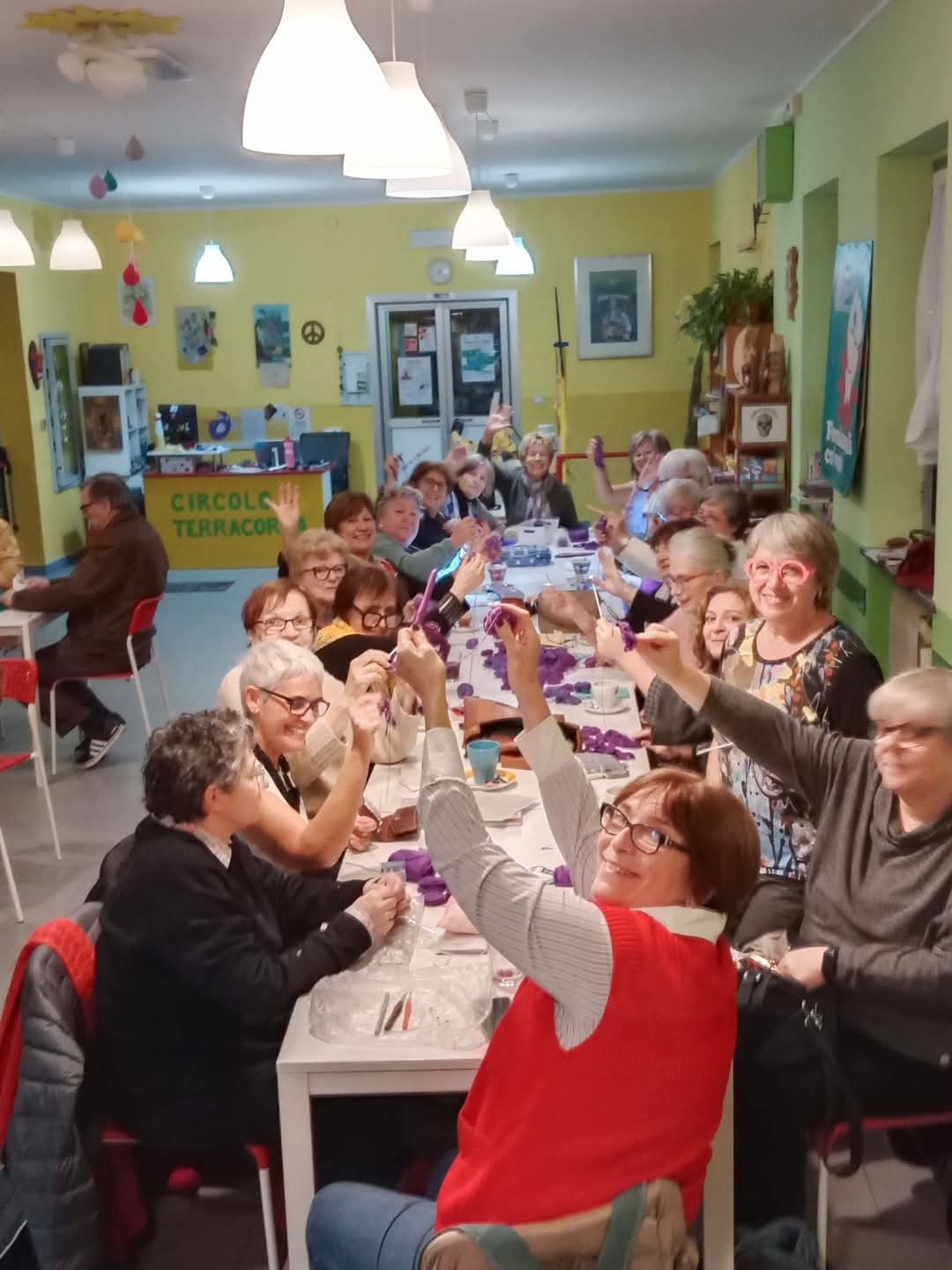
Frauen in Italien, die zusammen Rosen häkeln

Weltweit wurden regionale Häkelgruppen gegründet, die gemeinsam Rosen herstellen und diese zusammen im öffentlichen Raum anbringen. Es werden auch Workshops durchgeführt. Das Projekt wird in den Unterricht an Schulen integriert und auch „STOP-Stadtteile ohne Partnergewalt“ hat an zahlreichen Standorten das Projekt in seine Bewusstseinsarbeit integriert.

## Weiterentwicklungen
Das Projekt entwickelt sich durch die Mitmachenden laufend weiter. Um gegen genderbasierte Gewalt einzutreten, wurden für den jährlichen Pride Month Rosen und das Hand-Logo in Regenbogenfarben sowie dem Schriftzug Stop genderbased violence erarbeitet.

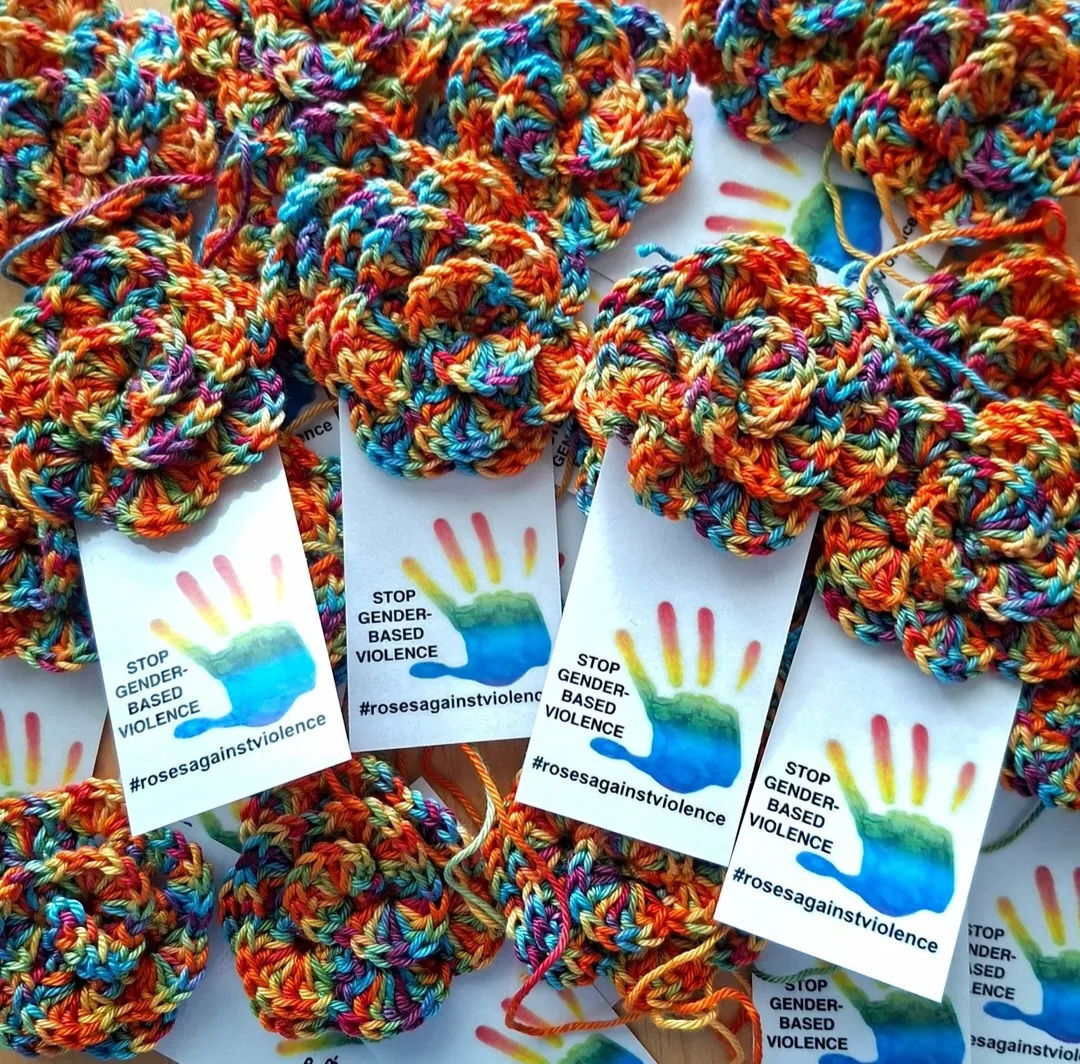
Zum Verteilen fertige Rosen gegen genderbasierte Gewalt

Als Antwort auf den Überfall auf die Ukraine wurden gelb-blaue Rosen gehäkelt und das Peace-Zeichen gemeinsam mit dem Hashtag #rosesforpeace in Innsbruck und anderen Städten platziert.

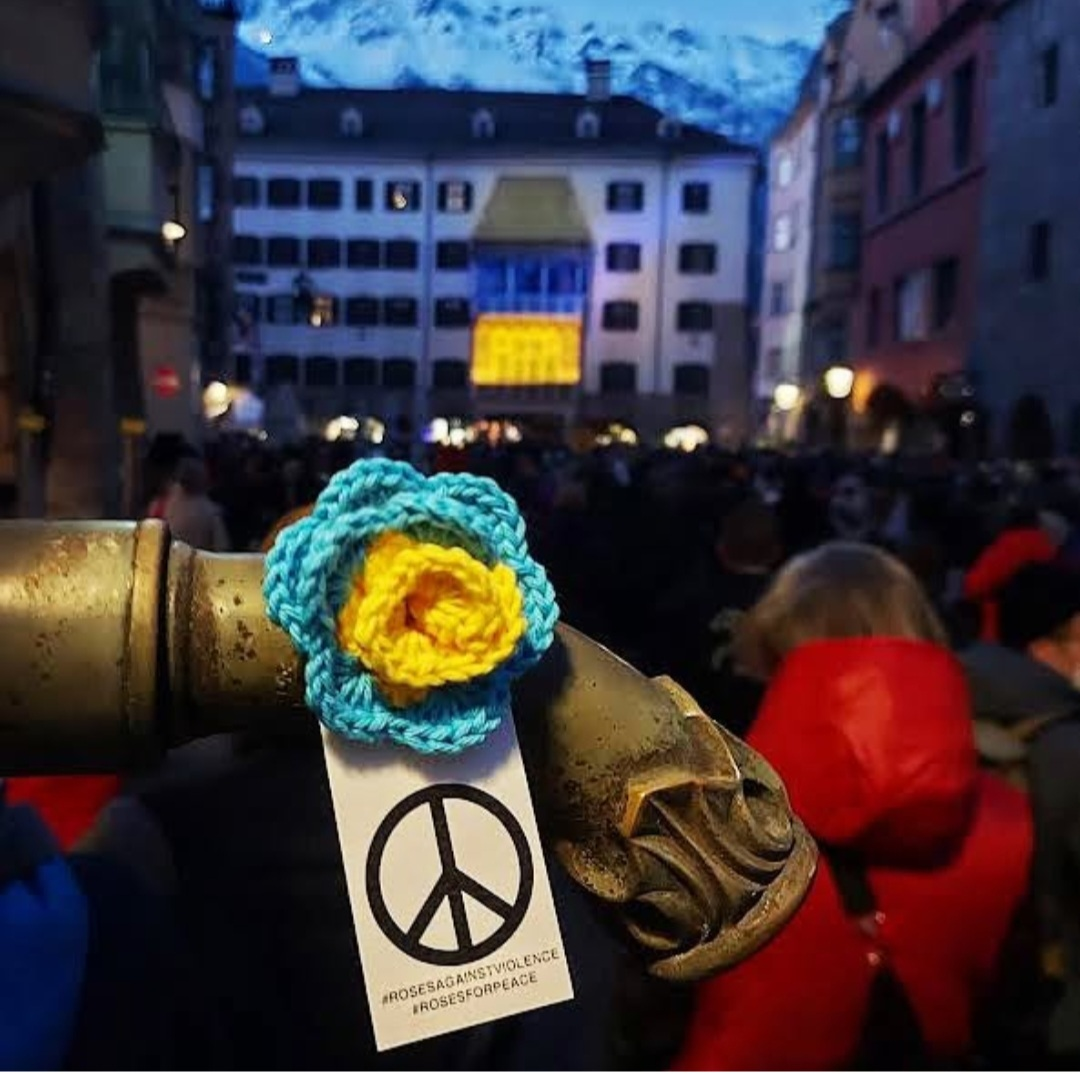
Eine Rose gegen den Angriffskrieg auf die Ukraine in der Innsbrucker Altstadt

Eine Handtücher produzierende Firma stellte 100 Strand-Badetücher mit dem Abbild der Rose, dem Hand-Logo sowie dem Hashtag her und spendete einen Teil des Erlöses für Frauenprojekte. Andere Formen sind z. B. Sticker, gezeichnete oder Rosen aus Seidenpapier.

## Geschichte
Im Spätsommer 2018 wollte Claudia Grünzweig im Rahmen der 16 Tage gegen Gewalt an Frauen (jedes Jahr von 25. November bis 10. Dezember) etwas beitragen, wodurch auf sympathische Weise die Aufmerksamkeit auf das Thema erhöht werden kann. Der Gedanke, durch klassisch mit Frauenarbeit assoziertem Häkeln eine Form des Protests genau gegen diese Stereotype zu entwickeln, war ein weiterer Antrieb.
Sie begann violette Rosen zu häkeln, um sie bei der jährlichen Demonstration in Innsbruck an Teilnehmerinnen mit der Bitte diese im öffentlichen Raum zu platzieren, zu verteilen. Um das Anliegen hinter den Rosen deutlicher erkennbar zu machen, entwickelte sie in weiterer Folge das Kärtchen/Label mit dem Hand-Logo und dem Schriftzug Stop violence against women. In Gesprächen mit weiteren Frauen, die sich für Gleichberechtigung einsetzen, denen sie ihre ersten Entwürfe präsentierte, entstand die Idee einen eigenen Hashtag #rosesagainstviolence zu lancieren.
Dieses Konzept bildet bis heute die Grundlage für das gesamte Projekt.
Mit steigender Bekanntheit des Projekts wurde Claudia Grünzweig zu Yarn-Bombing-Festvals und Fachmessen nach Italien und Deutschland eingeladen. #rosesagainstviolence belegte 2024 bei der 1. Woolinale in Köln beim Publikumsvoting den 3. Platz.

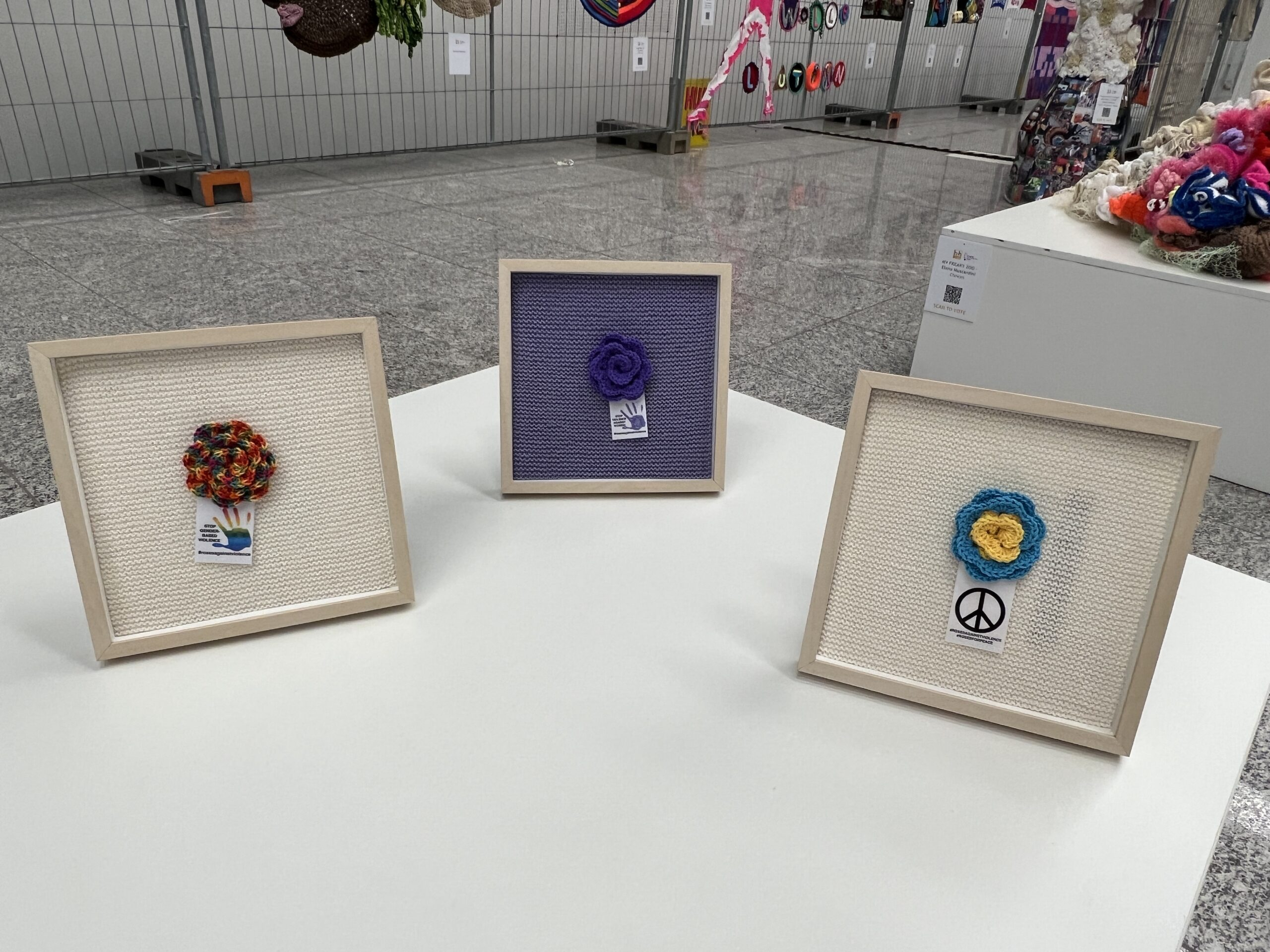
Drei Varianten der Rosen ausgestellt bei der Woolinale 2024

Im August 2024 wurde Claudia Grünzweig für ihr soziales Engagement rund um Roses against violence die Verdienstmedaille des Landes Tirol verliehen.